# Konkola Blades
Der Konkola Blades Football Club ist ein 1956 gegründeter Fußballverein aus der kleinen sambischen Stadt Chililabombwe, der in der Zambian Premier League, der höchsten Spielklasse des Landes spielt. Nach dem Aufstieg 2003 und einjährigem Gastspiel in der Premier League schafften die Konkola Blades 2005 als Meister der Division One die sofortige Rückkehr in oberste Spielklasse.

## Erfolge
- Sambischer Pokalsieger 1983, 1998
- Meister der Zamiban Division One: 1980, 2003, 2005

## Stadion
Seine Heimspiele trägt der Klub im 20.000 Zuschauer fassenden Konkola Stadium in Chililabombwe aus. Das Stadion hat ein Fassungsvermögen von 17.000 Personen.